# Flabellum deludens
Espèce
Statut CITES
Flabellum deludens est une espèce de coraux appartenant à la famille des Flabellidae.